# Akaflieg Berlin B11
Die B11 war ein einsitziges, schwanzloses Segelflugzeug der Akademischen Fliegergruppe der Technischen Universität Berlin mit negativ gepfeilter Tragfläche.

## Geschichte
Grundlage des Entwurfs war eine „Projektstudie eines schwanzlosen Flugzeuges“ an der TU Berlin. Eingehendere aerodynamische Untersuchungen folgten ab Anfang 1961 bei der Berliner Akaflieg. Bauteiluntersuchungen zur GFK/Balsa-Verbundbauweise dienten der Bestimmung von Festigkeitskennwerten als Grundlage der Entwurfsrechnungen. In Vorbereitung der Auslegung der Tragflügelholmstege erfolgten Schubversuche an Sperrholz-Platten. Ein Modell im Maßstab 1:8 mit veränderlicher V-Stellung der Tragfläche und auswechselbarem Seitenleitwerk wurde bei der AVA in Göttingen im Windkanal vermessen.

## Konstruktion
Der Rumpf entstand in Stahlrohr-Fachwerkbauweise mit strömungsgünstiger GFK-Verkleidung und einem Bremsschirm im Heck. Das Seitenleitwerk ist konventionell mit Kiefernholm, Balsarippen und Sperrholzbeplankung (Flosse) und Stoffbespannung (Ruder) gebaut; die Tragflächen in GFK/Balsa-Sandwichbauweise mit fast über die gesamte Spannweite reichenden vierteiligen Klappen für die Höhen- und Quersteuerung.

## Geometrische und aerodynamische Daten
| Kenngröße                 | Daten        |
| ------------------------- | ------------ |
| Spannweite                | 17,30 m      |
| Rumpflänge                | 4,00 m       |
| Flügelfläche              | 15,8 m²      |
| Tragflügelprofil          | NACA 747A315 |
| aerodynamische Streckung  | 19           |
| Zuspitzung λ              | 0,25         |
| Pfeilung 25-%-Linie       | −18°         |
| V-Stellung der Tragfläche | 9°           |
| max. Startmasse           | 321 kg       |